# Veaceslav Gojan
Veaceslav Gojan (Grimăncăuți, 18 marzo 1983) è un pugile moldavo.

## Palmarès
- Olimpiadi

Pechino 2008: bronzo nei pesi gallo.
- Europei - Dilettanti

Perm 2002: argento nei pesi mosca leggeri.
Ankara 2011: oro nei pesi gallo.